# Halipeurus theresae
Halipeurus theresae är en insektsart som beskrevs av Günter Timmermann 1969. Halipeurus theresae ingår i släktet Halipeurus och familjen fjäderlöss. Inga underarter finns listade i Catalogue of Life.